# Duplominona mica
Duplominona mica är en plattmaskart som beskrevs av Ernst Marcus 1951. Duplominona mica ingår i släktet Duplominona och familjen Monocelididae. Inga underarter finns listade i Catalogue of Life.